# Кымсусанский дворец Солнца
Кымсуса́нский дворе́ц Со́лнца (кор. 금수산태양궁전?, 錦繡山太陽宮殿?) — мавзолей Ким Ир Сена и Ким Чен Ира.  Располагается на северо-востоке Пхеньяна. Напротив мавзолея, на горе Тэсонган, находится Мемориальное кладбище революционеров, на котором похоронена Ким Чен Сук, жена Ким Ир Сена и мать Ким Чен Ира. Вместе мавзолей и кладбище составляют единый комплекс.

## История
При жизни Ким Ир Сена во дворце располагалась его резиденция. После его смерти по приказу Ким Чен Ира здание было переоборудовано в мавзолей Ким Ир Сена. Тело Ким Ир Сена лежит в открытом саркофаге.
29 декабря 2011 года в мавзолей было помещено тело Ким Чен Ира.
16 февраля 2012 года в честь 70-летия со дня рождения Ким Чен Ира переименован в Кымсусанский дворец Солнца.
Допуск в мавзолей иностранцев осуществляется только в ходе туристических поездок. Запрещено фотографировать тела умерших правителей КНДР, громко разговаривать. Установленный дресс-код предусматривает наличие достойной одежды с неяркой расцветкой.
Смежные комнаты заполнены некоторыми вещами Ким Ир Сена, а также подарками и наградами, которые он получил со всего мира. Здесь нет никаких знаков или информации на корейском языке. Награды включают дипломы, только один из которых от западного университета: Университета Кенсингтона в Калифорнии (Кенсингтон был неаккредитованным университетом, который обычно считался дипломным заводом, но после нескольких лет попыток закрыть его был распущен гавайским судом в 2003 году).
Медаль мира из Японии находится рядом с его медалью «За победу над Японией», врученной ему Советским Союзом. В зале хранятся большие картины и фотографии Ким Ир Сена, встречающегося с мировыми лидерами во время их визитов в КНДР и во время поездок Кима за границу, таких как Хосни Мубарак из Египта, полковник Муаммар Каддафи из Ливии, председатель Мао Цзэдун из Китая, Николае Чаушеску из Румынии, Генеральный секретарь и председатель Эрих Хонеккер из бывшей Восточной Германии, Густав Гусак из бывшей Чехословакии, Войцех Ярузельский из Польши, Тодор Живков из Болгарии, Янош Кадар из Венгрии, Фидель Кастро из Кубы, Йосип Броз Тито из бывшей Югославии, Хуари Бумедьен из Алжира, Моктар ульд Дадда из Мавритании и Ясир Арафат из Палестины, а также несколько бывших советских лидеров, в том числе Иосиф Сталин, Никита Хрущёв, Леонид Брежнев, Константин Черненко, Михаил Горбачёв и многие другие известные люди, включая Че Гевару и бывшего президента США Джимми Картера.
После смерти Ким Чен Ира в декабре 2011 года его тело находилось во дворце в течение 10 дней. После этого периода, 28 декабря 2011 года, дворец служил отправной и конечной точкой 40-километрового (25 миль) похоронного шествия продолжительностью три часа. Процессия ознаменовала первый день двухдневной похоронной церемонии.
Как сообщается, специалисты российской лаборатории по сохранению тела В. И. Ленина были доставлены в мавзолей, чтобы забальзамировать тело Ким Чен Ира для постоянной демонстрации таким же образом, как его отец и другие бывшие коммунистические лидеры, такие как Владимир Ленин, Мао Цзэдун, Хо Ши Мин, и Иосиф Сталин (до 1961 года, когда он был похоронен в некрополе Кремлёвской стены). После проведения работ по бальзамированию тел корейских вождей российскими специслистами, дальнейшей работой по сохранению тел Ким Ир Сена и Ким Чен Ира занимается институт №78 Кымсусанского дворца Солнца.
12 января 2012 года правительство КНДР подтвердило, что сохранившиеся останки Ким Чен Ира будут выставлены на постоянную экспозицию во дворце, и объявило о планах возведения новой статуи Ким Чен Ира и строительства «башен для его бессмертия».
16 февраля 2012 года, в 70-ю годовщину дня рождения Ким Чен Ира, здание было официально переименовано в Кымсусанский дворец Солнца совместным актом северокорейского кабинета министров и парламента и руководства Трудовой партии Кореи, который был прочитан вслух. Военный парад, проведенный Корейской народной армией в тот день на территории дворца, официально ознаменовал собой событие его официального перезапуска, которому предшествовал фейерверк.
После нескольких месяцев ремонтных работ, 17 декабря 2012 года, в первую годовщину смерти Ким Чен Ира, дворец был официально открыт для публики на церемонии. Сохранившиеся останки Ким Чен Ира теперь демонстрируются публике в отдельной комнате, а также некоторые предметы, связанные с ним, и документы, сделанные им лично. Дворец содержит экспонаты его личных транспортных средств, наряды, а также медали и украшения, которые теперь были добавлены в расширенную коллекцию в рамках реорганизации. Широкое пустое фойе, которое раньше использовалось на государственных церемониях, было превращено в парк с фонтанами и проходами для удовольствия посетителей. Плаза сейчас в её центре.
В дополнение к внутренним улучшениям, территория дворца была отремонтирована и превращена в обширный парк и цветник для посетителей. Строительство и дизайн парка, как сообщается, выполнялись по указаниям Ким Чен Ына. Территория парка открыта как для местных жителей, так и для посетителей.
2 апреля 2013 года Верховное народное собрание на своем пленарном заседании в течение года официально внесло полную поправку в Конституцию КНДР о статусе дворца и приняло Органический закон о Кымсусанском дворце Солнца и соответствующее постановление СПА, официально объявив Дворец национальной достопримечательностью, определяющей его статус, его миссию и видение, а также подготовленные меры по его сохранению в интересах корейцев и иностранных туристов, с включениам обязанностей граждан КНДР по отношению к этому памятному зданию.
Иностранные посетители могут получить доступ к дворцу только во время официального правительственного тура. Фотосъёмка, видеозапись, курение и разговоры запрещены в любом месте дворца. Дворцовая площадь, однако, открыта всю неделю и является местом проведения национальных митингов.
В здание можно попасть через подземный переход рядом с трамвайной остановкой через дорогу. При входе в здание посетители (как иностранцы, так и северокорейские туристы) должны пройтись по устройству для чистки обуви, просят проверить все личные вещи, кроме их кошельков, в гардеробной, и получить номерной билет, чтобы требовать их вещи при отъезде. Посетители идут вдоль ряда длинных путешественников[прояснить].
До 2015 года посетители должны были проходить длинный зал с двумя белокаменными статуями Кимов, залитыми мягким красным светом. Это было заменено в 3D-стиле портретом Кимов с горой Пэктусан на заднем плане, с национальными и партийными флагами по бокам от них. Мраморные арочные колонны обрамляют зал. Посетители должны остановиться на жёлтой линии на полу и после нескольких минут созерцания перейти в другую комнату. Здесь им дают небольшие громкоговорители, которые воспроизводят рассказ о горе корейского народа по случаю смерти Ким Ир Сена. В комнате расположены бронзовые бюсты людей скорбящих. Наконец, посетители поднимаются на лифте на верхний этаж в бело-сером здании с мраморными стенами. Они проходят через машину для выдувания пыли и входят в комнаты, где хранятся останки Ким Ир Сена и Ким Чен Ира. Красный прозрачный барьер окружает прозрачный саркофаг. Посетителей выстраивают группами по четыре человека и требуют, чтобы они склонялись у ног мумифицированного Ким Ир Сена, слева от него, а затем справа. Затем посетители переходят в залы музея, где хранятся награды — награды, полученные Кимом при его жизни от зарубежных стран, университетов, ассоциаций дружбы и т. д. Затем эта последовательность повторяется на более низком уровне, где почти идентичный набор залов с саркофагом Ким Чен Ира и его наградами с подарками.